# Temur Parcwanija
Temur Rafiełowycz Parcwanija, ukr. Темур Рафіелович Парцванія (ur. 6 lipca 1991 w Tbilisi, Gruzja) – ukraiński piłkarz pochodzenia gruzińskiego, grający na pozycji obrońcy.

## Kariera piłkarska

### Kariera klubowa
Wychowanek Szkoły Piłkarskiej w małym gruzińskim miasteczku. Pierwszy trener Elgudża Kometiani. Mając 14 lat razem z ojcem przyjechał do Kijowa z Gruzji na stałe, gdzie został przyjęty do Szkoły Piłkarskiej Dynama Kijów. W 2007 zmienił obywatelstwo na ukraińskie. Występował w juniorskich mistrzostwach Ukrainy (DJuFL) w Dynamie Kijów oraz Widradny Kijów. Karierę piłkarską rozpoczął 29 lutego 2008 w drugiej drużynie Dynama. W końcu sierpnia 2012 został wypożyczony do Metałurha Zaporoże. W czerwcu 2013 po wygaśnięciu kontraktu z Dynamem opuścił kijowski klub, a 25 lipca 2005 podpisał nowy kontrakt z Wołyniem Łuck. Po wygaśnięciu kontraktu w lipcu 2015 opuścił wołyński klub. 14 sierpnia 2015 zasilił skład Olimpiku Donieck. 2 września 2017 przeszedł do Desny Czernihów. 2 lutego 2018 wrócił do Olimpiku Donieck. 24 kwietnia 2018 za obopólną zgodą kontrakt został anulowany. 25 maja 2018 został piłkarzem węgierskiego Kisvárda FC. 20 lutego 2019 wrócił do Desny, w której grał do 6 czerwca 2019.

### Kariera reprezentacyjna
Występował w juniorskich reprezentacjach Ukrainy różnych kategorii wiekowych. Od 2009 bronił barw młodzieżowej reprezentacji Ukrainy.

## Sukcesy i odznaczenia
- mistrz Europy U-19: 2009